# Pleiku
Pleiku là một phường thuộc tỉnh Gia Lai, Việt Nam.
Phường Pleiku được thành lập theo Nghị quyết số 1664/NQ-UBTVQH15 năm 2025, trên cơ sở giải thể thành phố Pleiku và thực hiện hợp nhất toàn bộ diện tích tự nhiên và dân số của 4 phường: Tây Sơn, Hội Thương, Hoa Lư, Phù Đổng và xã Trà Đa thuộc thành phố Pleiku cũ.